# Pablo Del Grosso

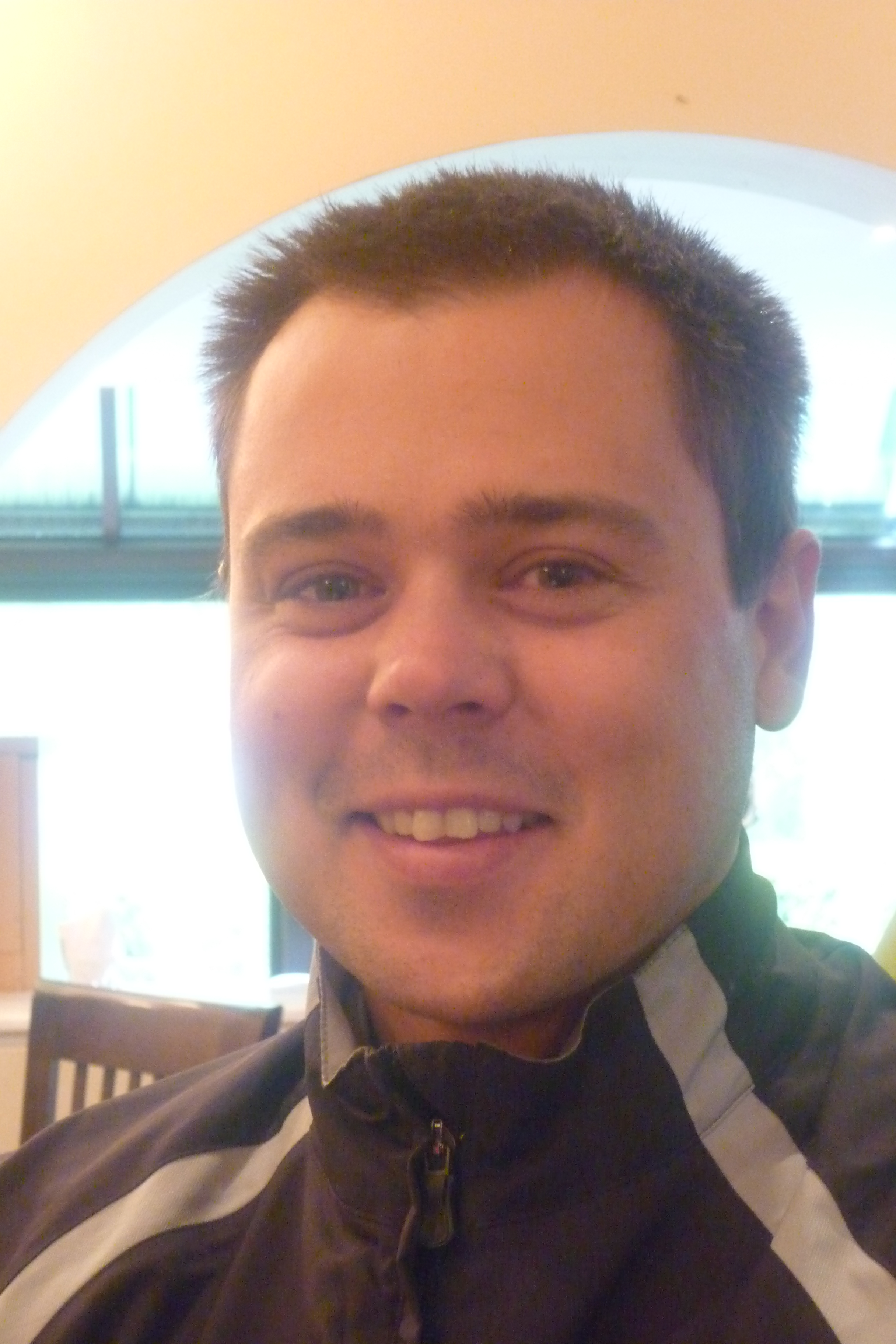

Pablo Del Grosso (Corrientes, 17 februari 1981) is een golfprofessional uit Argentinië.

## Amateur
De Del Grosso familie heeft een aantal amateur golfers voortgebracht. Pablo begon met golf toen hij zes jaar was en toen hij zestien was speelde hij voor het nationale team. In 1999 en 2001 was hij de beste amateur van Argentinië. Hij had handicap +3.
- 1998: South America Championship
- 2001: Abierto del Centro in Villa Allende, Córdoba
- 2001: Open Nacional in Rosario

## Professional
Del Grosso werd eind 2001 professional. Op de Tourschool van de Tour de las Americas (TLA) eindigde hij op de 3de plaats dus in 2002 mocht hij daar spelen. Hij behaalde goede resultaten en kreeg de Rookie Award.
In 2005 won hij het Abierto Telefonica Moviles de Guatemala dat meetelde voor de TLA en de Europese Challenge Tour waarna hij twee seizoenen speelrecht op de Challenge Tour kreeg. Daar speelt hij in 2011 nog steeds. Hij is inmiddels verhuisd naar Madrid.

### Gewonnen
TLA
- 2005: Abierto Telefonica Moviles de Guatemala

Challenge Tour
- 2005: Abierto Telefonica Moviles de Guatemala